# Jerry Mallo
Jerry Mallo est un ingénieur et constructeur de véhicule qui a monté une voiture de sport en fibre de carbone au Nigeria.

## Biographie

### Enfance, formation et débuts
Jerry Mallo est ingénieur.

### Carrière
PDG de Bennie Technologies Ltd, Jerry a monté localement le premier véhicule de sport dénommé la «Bennie Purrie» en 2019.